# Ypthima takamukuana
Ypthima takamukuana är en fjärilsart som beskrevs av Matsumura 1919. Ypthima takamukuana ingår i släktet Ypthima och familjen praktfjärilar. Inga underarter finns listade i Catalogue of Life.